# Trota van Salerno

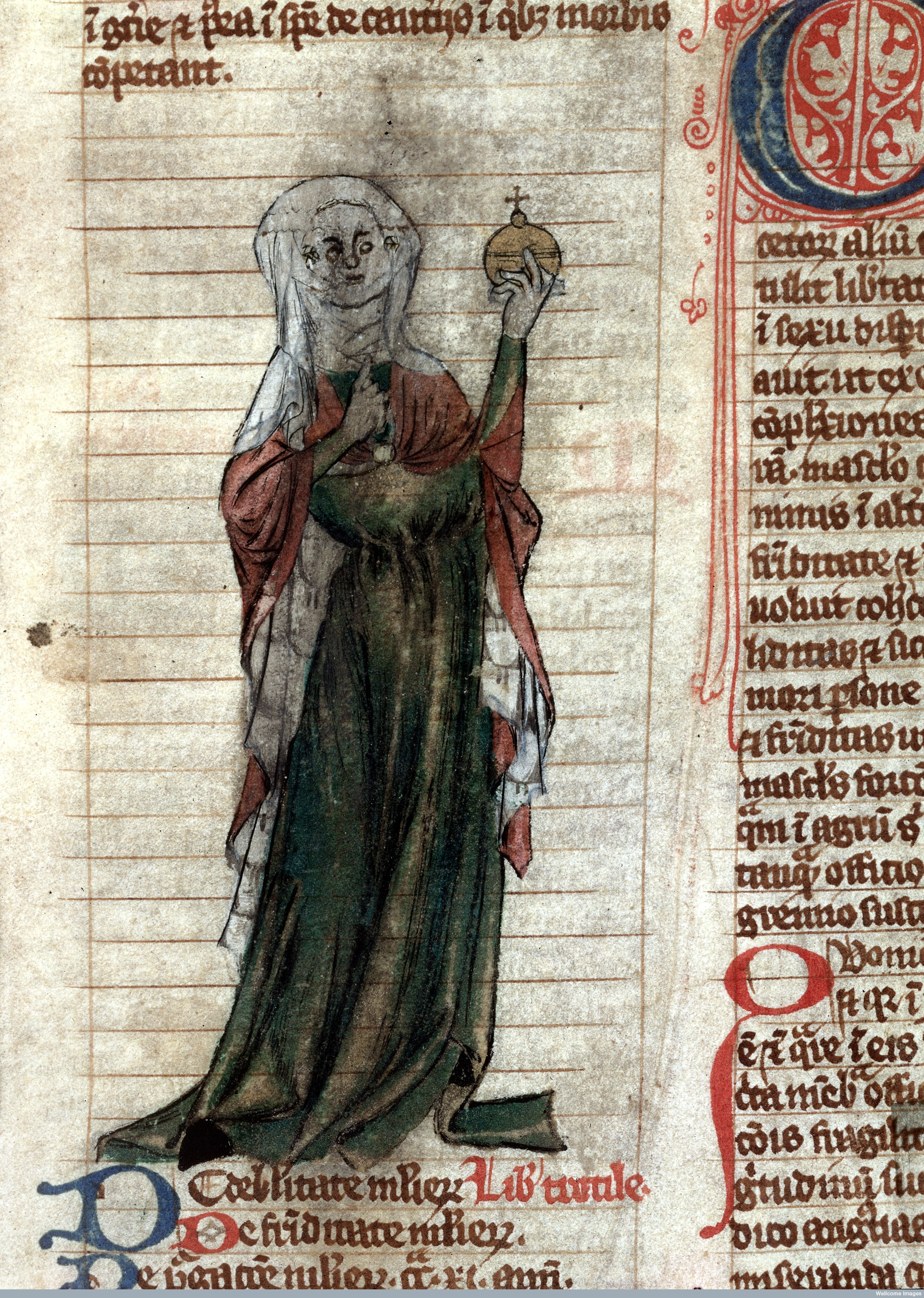
Trota van Salerno onderzoekt een fles urine

Trota van Salerno, ook wel gespeld als Trocta, was een arts en medisch schrijfster uit de middeleeuwen. Zij leefde waarschijnlijk in de eerste helft van de 12e eeuw in de Italiaanse kuststad Salerno. Haar roem verspreidde zich tot in Frankrijk en Engeland in de 12e en 13e eeuw. Haar werk was vergeten totdat het werd herontdekt aan het eind van de 20ste eeuw.

## Biografie
Trota werkte in Salerno, waar sinds de 9e eeuw een "school" gevestigd was, een voorloper van de latere universiteiten. De Scuola Medica Salernitana was gevestigd in de buurt van de benedictijnerabdij van Monte Cassino. Uniek was dat de school ook openstond voor vrouwen. Er gaven zelfs vrouwen les.  Ook Trota was verbonden met de school van Salerno en werkte als "magister" mee aan handboeken van de school, zoals aan het Regimen Sanitatis (Gezondheidsregime) en aan het Compendium Salernitatum.
Trota woonde in de buurt van Salerno en stamde uit een adellijke familie. Ze werkte als arts en was getrouwd met Platearius. Het echtpaar had twee zonen.

## Verband met de Trotula
Tijdens de vergeten periode was er wel een medisch werk bekend onder de naam Trotula (een verkleinwoord van Trota). Dit werk bestaat uit drie delen, waarvan één deel waarschijnlijk oorspronkelijk is geschreven door Trota of direct naar haar kan worden teruggeleid. De andere twee zijn volgens de huidige wetenschappelijke inzichten van met name Monica H. Green geschreven door mannen. Green toonde aan dat het deel De curis mulierum (Over de behandeling van vrouwen) kan worden toegeschreven aan Trota van Salerno. De reden hiervoor is onder andere dat de tekst een intieme toegang tot het vrouwelijk lichaam laat zien. Een toegang die in deze periode voor mannelijke artsen niet toegestaan was. Green denkt dat de tekst vooral bestemd was voor belezen vrouwelijk publiek.
In 1985 ontdekte de Amerikaanse historicus John F. Benton het manuscript Practica secundum Trotam ("Praktische geneeskunde volgens Trota"), dat zich in Madrid bevindt.

## Leven en werk
Er bestaat geen biografische informatie over Trota van Salerno, naast de informatie die uit teksten die mogelijk van haar hand zijn kan worden gedestilleerd.

### Practica secundum Trotam
Dit werk, dat het meest direct wordt toegeschreven aan Trota behandelt verschillende medische onderwerpen, van onvruchtbaarheid en menstruatieproblemen, tot slangenbeten en cosmetica. Het door Benton gevonden manuscript dateert uit het begin van de 13e eeuw.

### De curis mulierum (een deel van de Trotula)
Trota kan niet direct gezien worden als "de auteur" van deze tekst, of in elk geval niet in de vorm waarin deze is overgeleverd. Haar naam komt namelijk in de tekst alleen voor in de derde persoon. Zij verschijnt in een anekdote over een jonge vrouw die lijdt aan ventositas matricis ("wind in de baarmoeder"). In de tekst wordt uitgelegd dat vrouwen soms wind in hun baarmoeder innemen, met als resultaat dat zij eruitzien alsof ze gescheurd zijn of lijden aan pijn aan de ingewanden. Trota werd bij een vrouw geroepen die aan deze aandoening leed. Zij werd daarbij aangeduid als magistra, de vrouwelijke vorm van een "meester", hetgeen haar status in die tijd aanduidde.